# Eduard Steffen
Eduard Steffen (8. března 1839 Vrchlabí – 5. března 1893 Česká Lípa) byl český akademický malíř německé národnosti, středoškolský pedagog a veřejný činovník, známý především ze svého působení v České Lípě.

## Život

### Mládí
Narodil se ve Vrchlabí v rodině obuvníka Johanna Steffena a jeho ženy Josefy roz. Erbenové. Po absolvování základního vzdělání odešel na počátku padesátých let 19. století studovat do Prahy na reálku patrně v Ječné ulici. Jelikož byl od mládí umělecky nadán, rozhodl se pro studium na pražské malířské akademii, na níž se školil v letech 1854–1863. Zprvu absolvoval přípravku a antický sál a od roku 1859 postoupil do nejvyššího stupně studia – ateliéru, který vedl ředitel akademie Eduard Engerth. Z finančních důvodů však byl nucen zároveň praktikovat jako asistent výuky kreslení. V roce 1860 se však rozhodl pro učitelskou dráhu.

### Pedagog
Nejprve vyučoval na soukromém učitelském ústavu a po ukončení malířské akademie od roku 1863 na první německé Vyšší státní reálce v Mikulandské ulici, kde získal od prosince tohoto roku místo asistenta. Začátkem roku 1864 uspěl v konkursu na uvolněné místo na českolipském vyšším reálném gymnáziu, kde také 1. února nastoupil jako profesor kreslení. Kromě reálky vedl výuku kreslení i na augustiánském gymnáziu. V roce 1865 se oženil s Justinou Mattauschovou, s níž měl sedm dětí (Justinu (*1867) , Terezii (*1868), Eduarda† (*1870), mrtvě narozené děvče (*1872), dvojčata Viktora† a Ernesta† (*1873) a Augustu (*1875).

### Veřejné působení
Během výkonu svého povolání středoškolského pedagoga se významně zapojil do společenského života v České Lípě. V roce 1872 společně se stavitelem a radním Ferdinandem Posseltem předložil návrh na zřízení českolipského městského parku, který byl přijat, realizován a v roce 1877 dokončen. Dalším důležitým Steffenovým počinem bylo založení "Vysazovacího a okrašlovacího spolku", k němuž došlo v březnu roku 1875. Eduard Steffen stál i u zrodu Severočeského výletního klubu (Nördböhmischer Excursions-Club) a výraznou měrou se zasloužil o stavbu rozhledny na Špičáku. Po dostavbě výletního hostince na Holém vrchu Eduard Steffen vyzdobil jeho stěny obrazy významných míst z Českolipska a v roce 1883 byla pod jeho vedením obnovena sgrafita během rekonstrukce Červeného domu v České Lípě.
Po dobu svého působení v České Lípě byl Steffen členem městského zastupitelstva, Spolku dobrovolných hasičů, Německého školního spolku, čestným členem Spolku válečných veteránů, agentem Uměleckého spolku Čech a rovněž působil v Německém spolku, který pomáhal chudým žákům a studentům.

### Úmrtí
Eduard Steffen zemřel v České Lípě 8. března 1893 a o tři dny později byl pohřben do rodinného hrobu na místním hřbitově.

## Dílo
Jeho výtvarná činnost byla poměrně různorodá; za svůj život vytvořil množství oltářních obrazů pro kostely v České Lípě a okolí, například v českolipském kostele Narození Panny Marie a kostelích v Dolní Krupé, Bezdědicích, Benešově nad Ploučnicí, Dubé a pro augustiánský klášter vytvořil křížovou cestu.
Namaloval rovněž mnoho žánrových portrétů, rozličných krajin a množství městských zákoutí různými výtvarnými technikami. Steffen se rovněž zúčastňoval pravidelně uměleckých výstav v Pražském Rudolfinu, vystavoval i v Drážďanech, ve Vídni a v Liberci. Po roce 1890 navštívil Švábsko, Norimberk, Rothenburg ob der Tauber i Überlingen a odtud čerpal četné náměty pro své obrazy olejem i akvarelem.

### Výstavy
- 1934 – muzeum v České Lípě
- 2011 – muzeum v České Lípě[14]

### Obrazy v majetku českých galerií
- Národní galerie v Praze – Botanizující učitel (1864), olej plátno
- Vlastivědné muzeum a galerie v České Lípě – 80 jeho prací malířských a kreslířských včetně čtyř dochovaných skicáků
- Krkonošské muzeum Vrchlabí – 8 obrazů, 4 střelecké terče a 7 kreseb[15]

## Pomník
Po smrti Eduarda Steffena byla 3. června 1894 odhalena v městském parku jeho busta od sochaře Richarda Kauffungena. Busta byla roku 1941 sňata v rámci sběru materiálu pro válečné účely, ale naštěstí byla uchráněna a předána místnímu muzeu.
Město Česká Lípa se rozhodlo tento pomník obnovit. Byla odlita kopie původní bronzové busty, uložené v českolipském muzeu. Busta, doplněná bronzovou šálou, byla umístěna na vrchol mramorového monolitu a obnovený pomník byl umístěn v centrální části Městského parku v České Lípě. Pomník měl být původně odhalen 20. března 2020, avšak kvůli koronavirové krizi musel být slavnostní akt o několik měsíců odložen. Slavnostní odhalení pomníku se uskutečnilo až 4. června 2020.

## Galerie

### Dílo

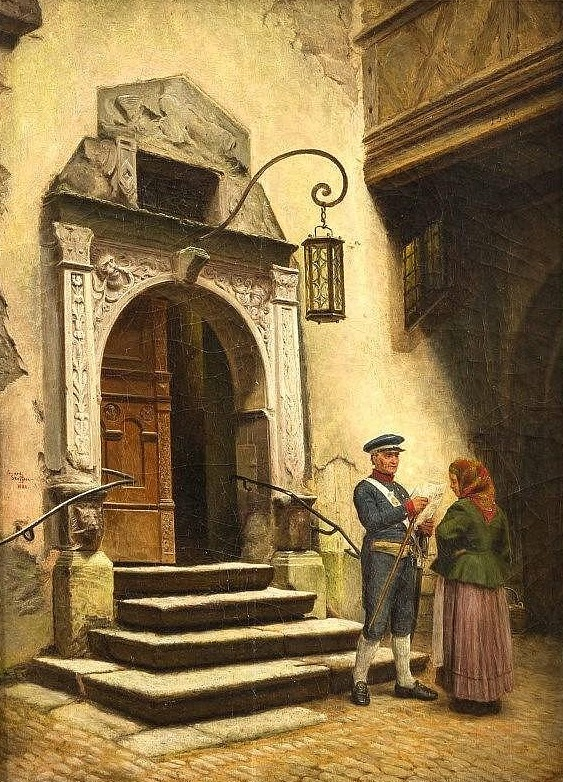
Portál veřejné budovy (1862)
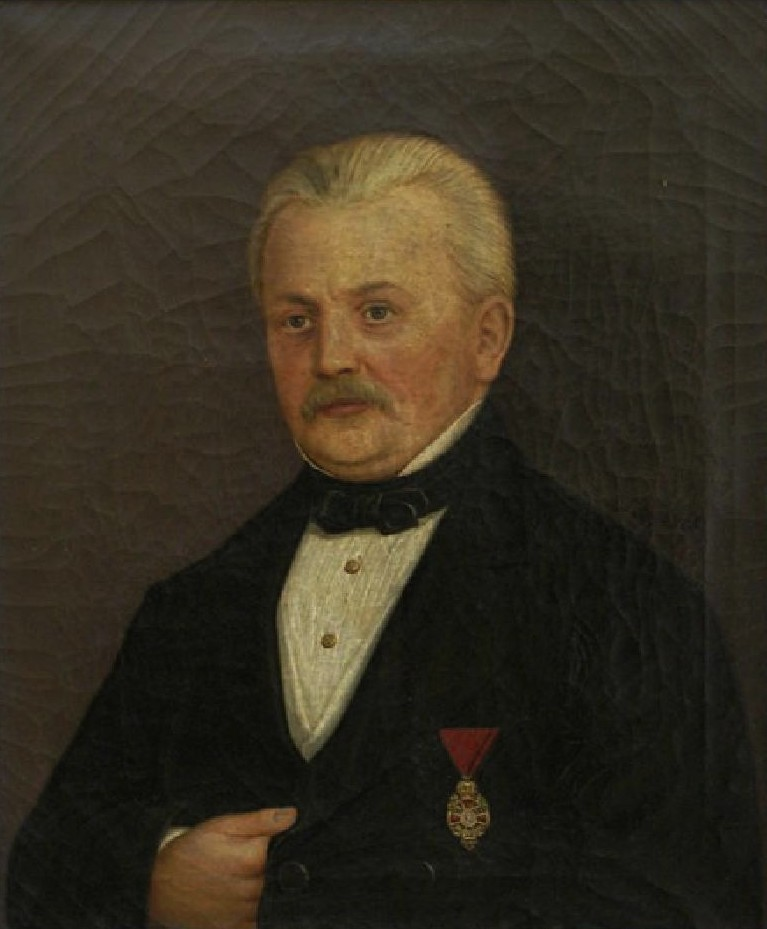
Portrét JUDra. Josefa Schönfelda
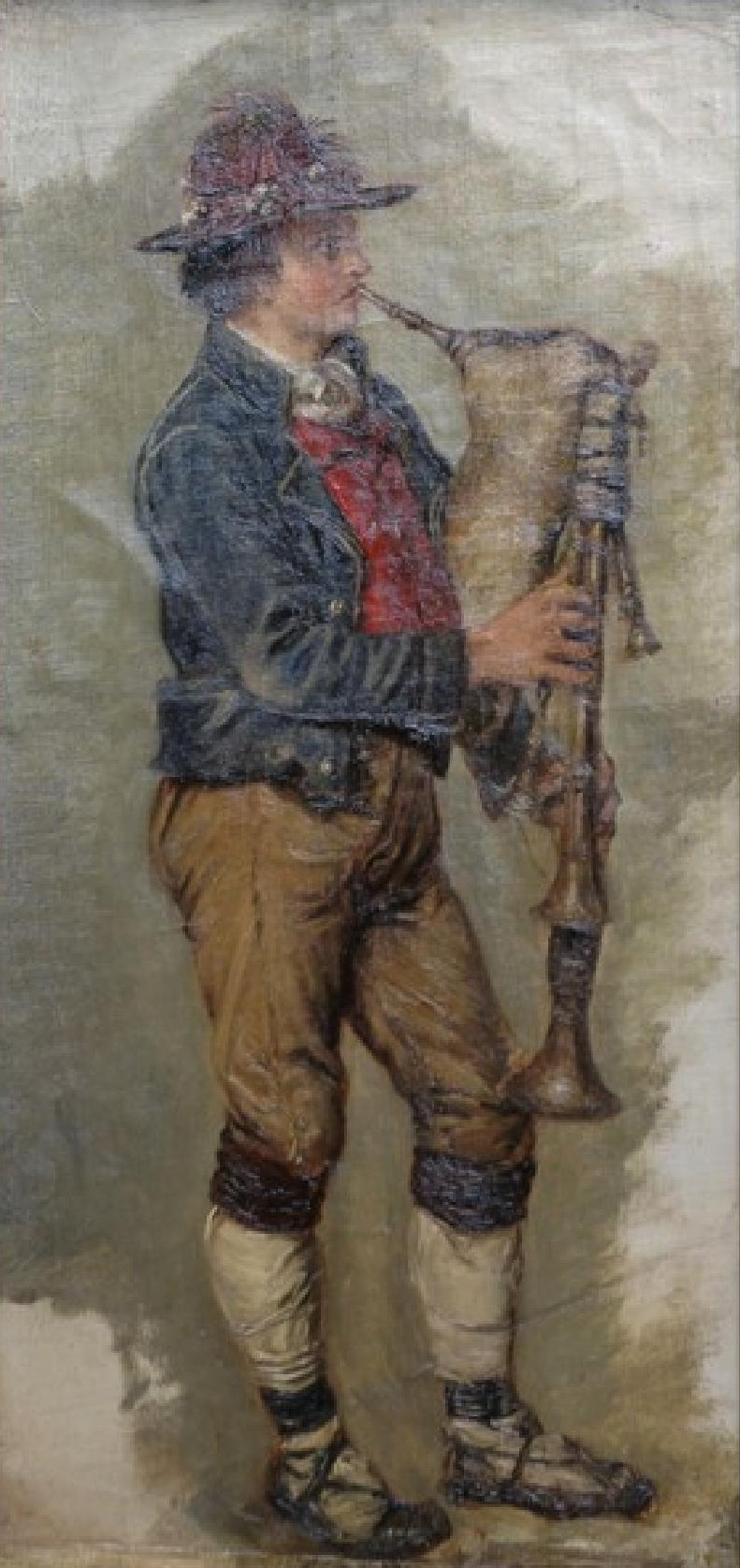
Dudák
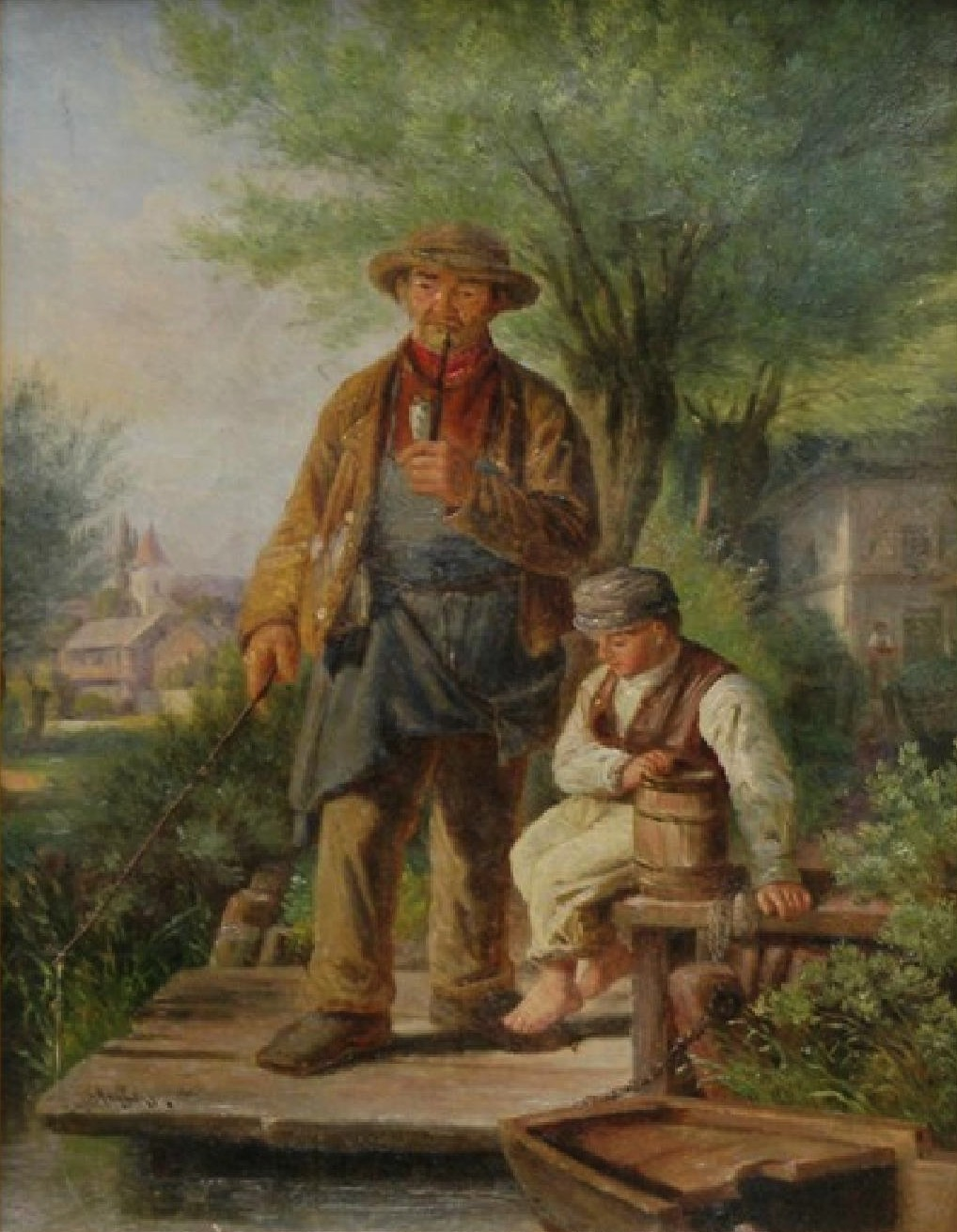
Rybář
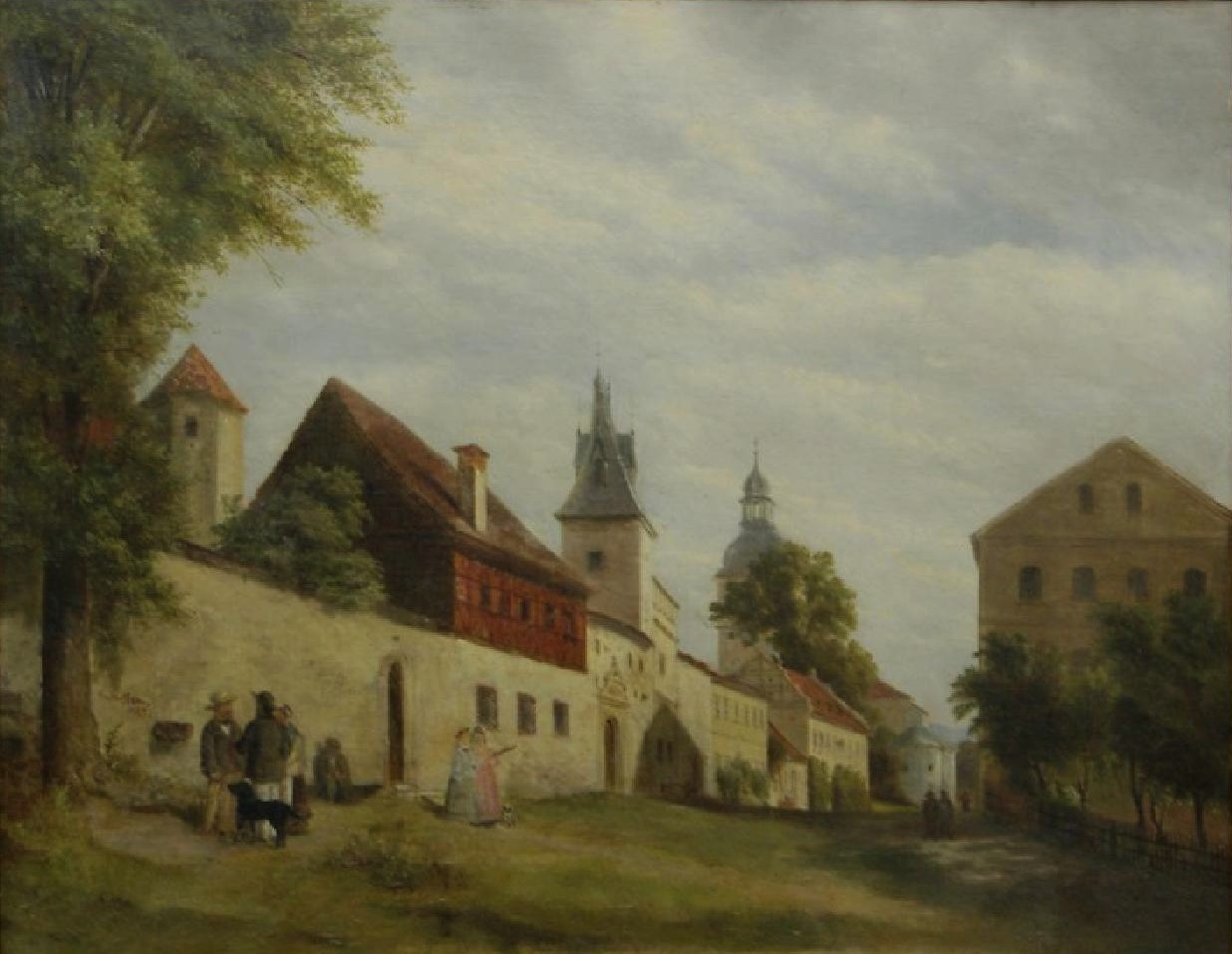
Cihlový hrázděný dům u Benešovského zámku
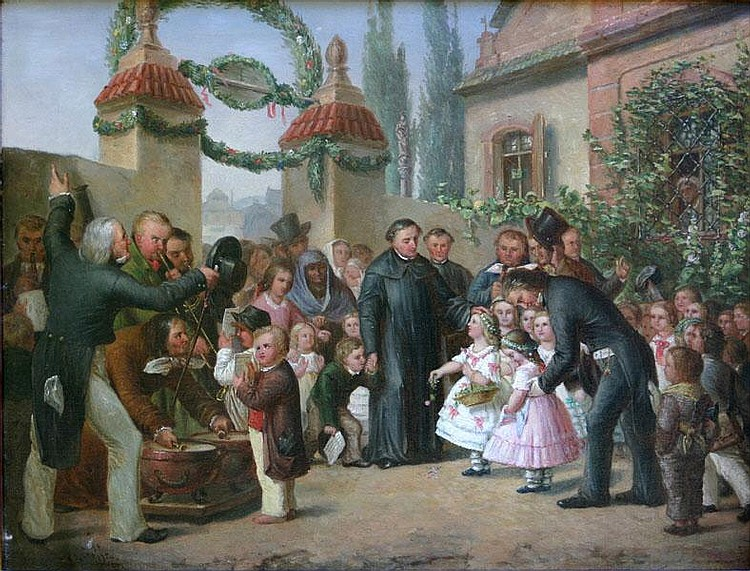
Po prvním přijímání (1864)
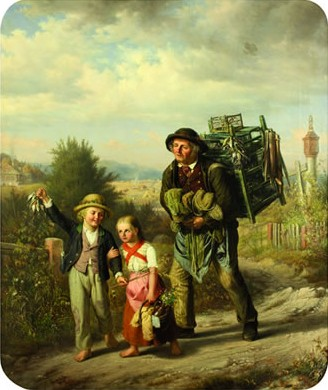
Prodejce ptáků
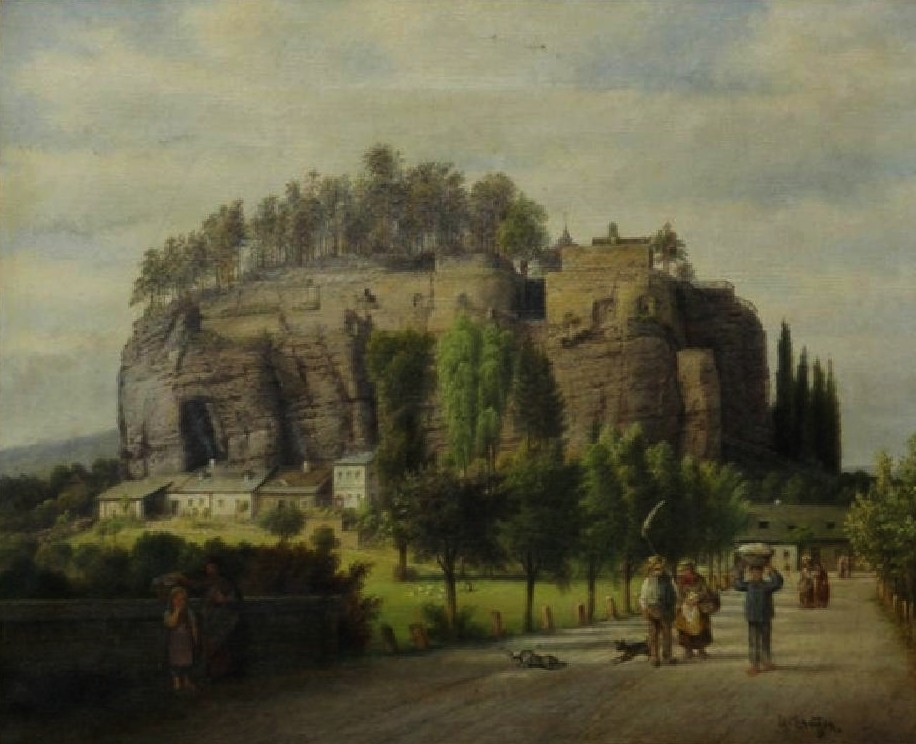
Hrad Sloup
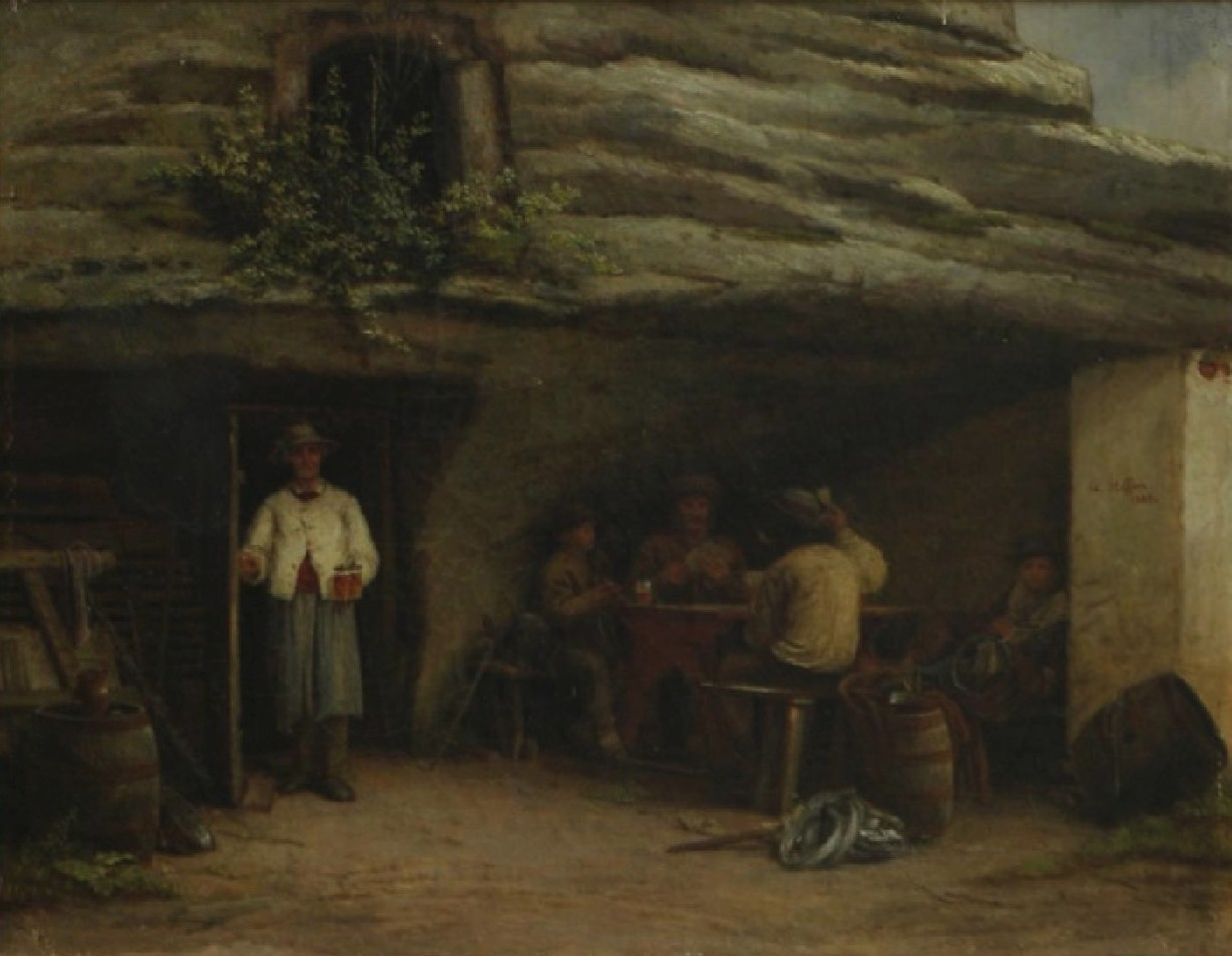
Skalní hospoda v Karbě (kol.1862)
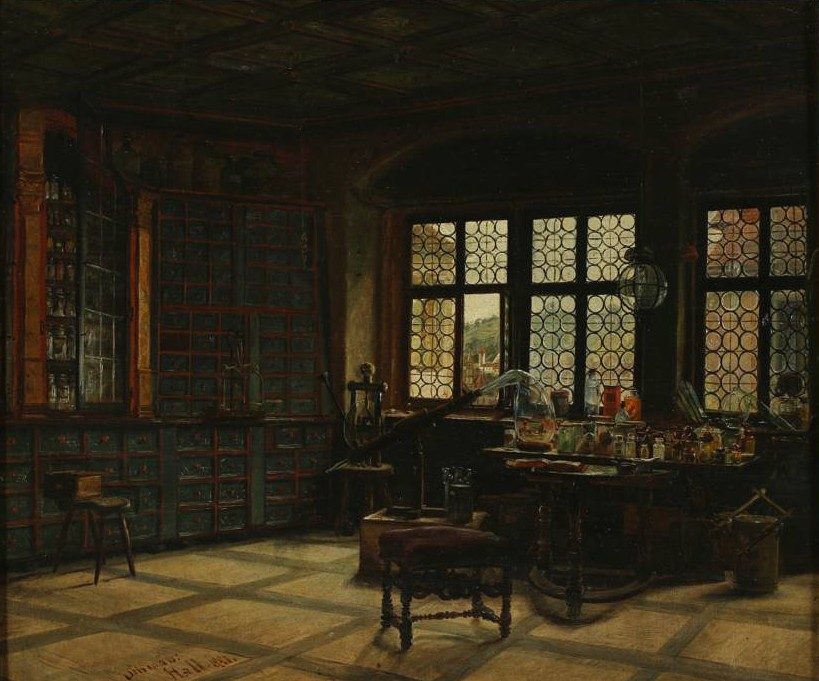
Interiér lékárny (1881)
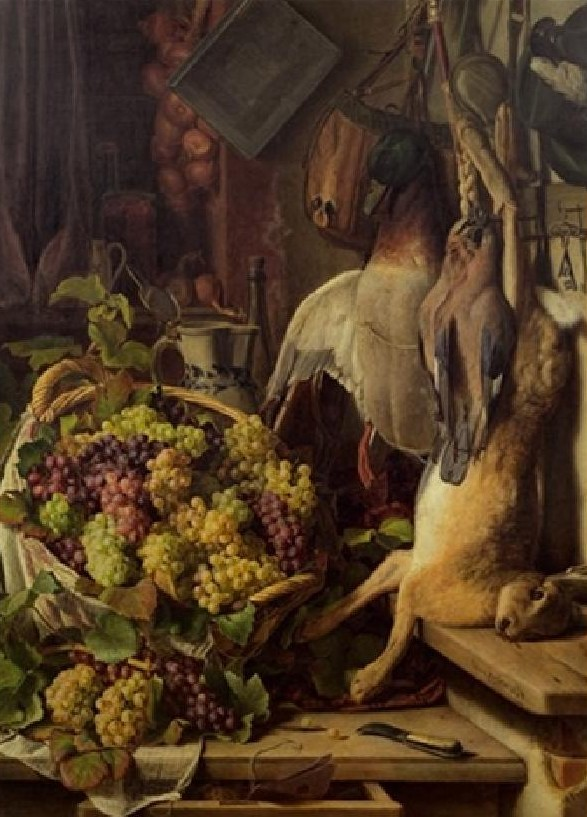
Zátiší (1874)

### Pomník v České Lípě

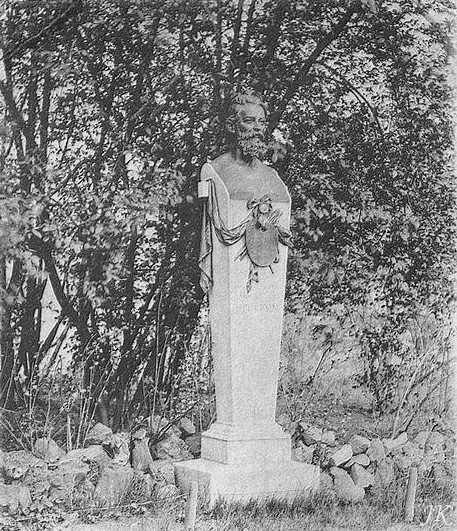
Pomník s bronzovou bustou od vídeňského sochaře Richarda Kauffungena stojící v českolipském městském parku (před rokem 1900)
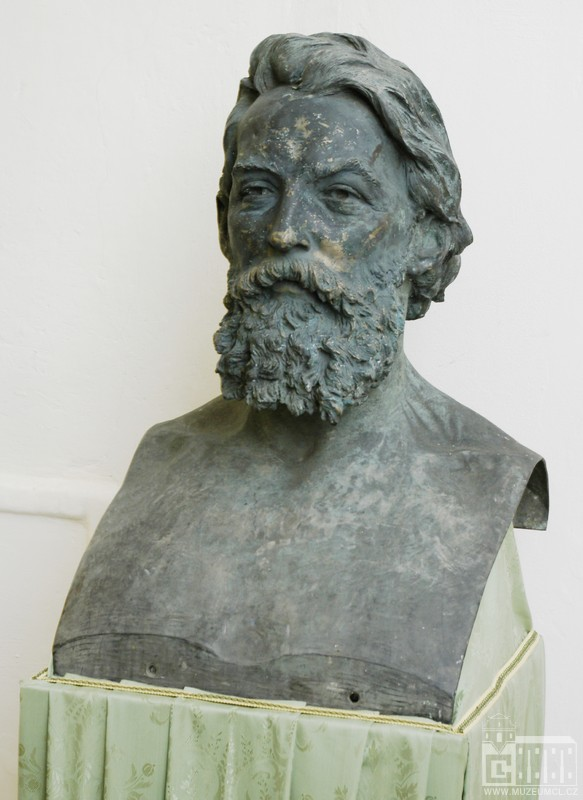
Bronzová busta Eduarda Steffena od sochaře Richarda Kauffungena (1894)
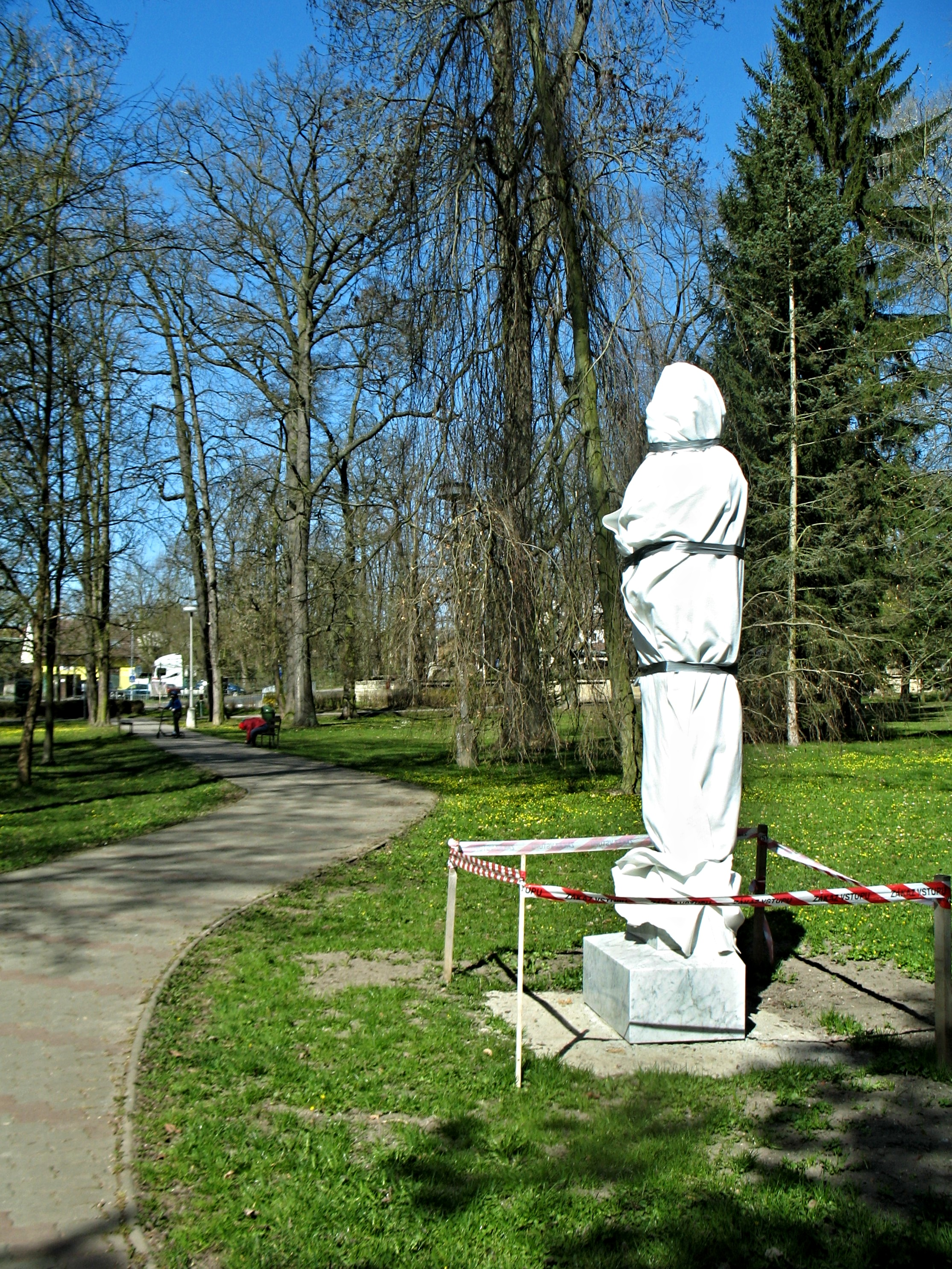
Socha, čekající na odhalení (duben 2020)
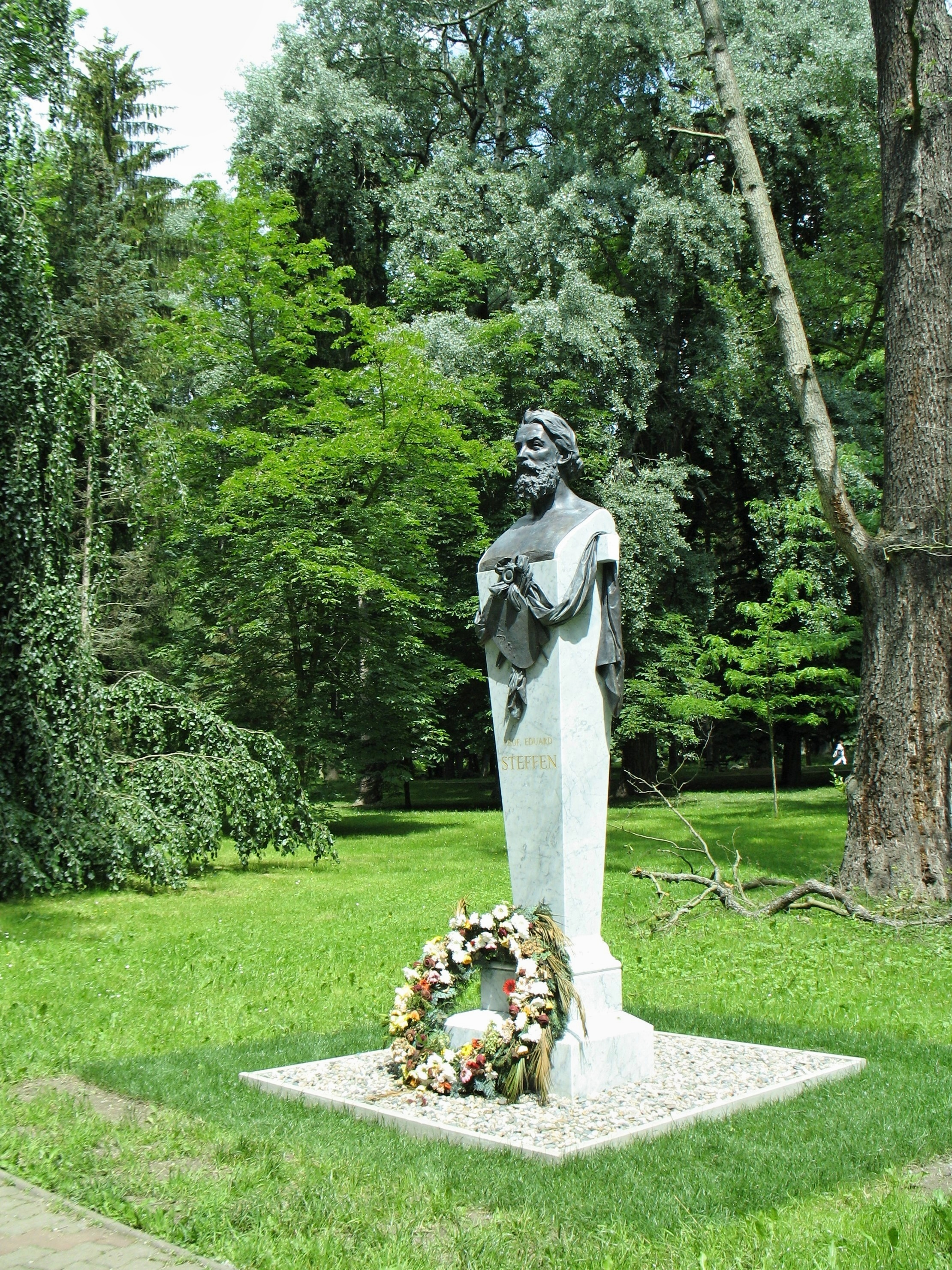
Obnovený pomník v českolipském Městském parku (červen 2020)